# صفيحية الخياشيم الغضروفية
الأشلاق أو صفيحيات الغلاصم أو صفيحية الخياشيم الغضروفية أو شلقيات أشلاق أو صفيحات الخياشيم(الاسم العلمي: Elasmobranchii) هي صنف من الأسماك تتبع طائفة الأسماك الغضروفية. تتضمن القروش والشفانين والورانك.

## التصنيف
- الشفنينيات
  - ورنكيات الشكل
    - الورنكية
    - الورنكية

## التطور
تعود أحافير أسنان القروش المتحجرة إلى العصر الديفوني قبل حوالي 400 مليون سنة. وخلال العصر الفحمي الذي تلا ذلك تنوعت القروش بشكل كبير، حيث ظهرت العديد من الأنواع الجديدة منها. لكن العديد أيضاً من هذه القروش انقرضت خلال العصر البرمي في الانقراض العظيم الذي أنهى الحقبة الأولى. لكن القروش الناجية خضعت مُجدداً لنوبة تطورية خلال العصر الجوراسي، والذي ظهرت خلاله أيضاً أولى أنواع الشفانين والورانك. وتعود العديد من رتب الأشلاق الناجية التي ما زالت تعيش اليوم إلى العصر الطباشيري أو أقدم من ذلك حتى.

## الوصف
الأشلاق هي إحدى طويئفتين من الأسماك الغضروفية في طائفة الغضروفيات، والأخرى هي طويئفة كاملات الرؤوس.
لا تملك الأسماك التي تنتمي إلى طويئفة الأشلاق أكياساً هوائية (وهي أعضاء تملؤ بالهواء تسمح للسمكة بالتحكم بعمق الماء الذي تريد البقاء فيه دون أن يُزعجها التيار)، لكن توجد من خمسة إلى سبعة أزواج من الفتحات الخيشومية مجاورة للزعنفة الظهرية. أما الأسنان فهي موجودة في صفوف عديدة، فالفك العلوي ليس ملتحماً بالجمجمة، والفك السفلي كذلك طبعاً. كما أن الأشلاق تعيش بشكل كبير في المناطق المدارية والمعتدلة.